# Neath
Neath (in gallese Castell-nedd) è una comunità del Regno Unito nel distretto gallese di Neath Port Talbot.
Sorge sull'omonimo fiume.